# Bác Lạc (nhà Thanh)
Bác Lạc (tiếng Mãn: ᠪᠣᠯᠣ, chuyển tả: Bolo, chữ Hán: 博洛, 1613 – 23 tháng 4 năm 1652), Ái Tân Giác La, là một Thân vương, một nhà quân sự thời kỳ đầu của nhà Thanh trong lịch sử Trung Quốc.

## Cuộc sống
Bác Lạc sinh vào giờ Hợi, ngày 4 tháng 3 (âm lịch) năm Minh Vạn Lịch thứ 41 (1613) trong gia tộc Ái Tân Giác La. Ông là cháu nội của Nỗ Nhĩ Cáp Xích, con trai thứ ba của Nhiêu Dư Mẫn Thân vương A Ba Thái. Mẹ ông là Đích Phúc tấn Nạp Lạt thị.

### Thiếu niên lập công thời Hoàng Thái Cực
Năm Thiên Thông thứ 9 (1635), ông theo quân Hậu Kim thảo phạt quân Minh có công. Năm Sùng Đức nguyên niên (1636), ông được phong làm Cố sơn Bối tử. Năm thứ 2 (1637), nhậm Nghị chính.
Năm thứ 3 (1638), ông được phong làm Thừa chính Lý phiên viện. Tiếp tục theo đại quân tấn công Ninh Viễn. Sau khi tướng nhà Minh là Tổ Đại Thọ đánh úp quân Thanh, Ba Nha Lạt Đạo Chương kinh Cáp Ninh A và những người khác đã giằng co với quân Minh. Bác Lạc suất quân truy kích, Tổ Đại Thọ lui quân.
Năm thứ 5 (1640), ông theo Tế Nhĩ Cáp Lãng đón Tô Ban Đại đến quy hàng, đánh bại quân Minh, được ban thưởng ngựa tốt. Sau đó ông lại cùng chư Vương luân phiên vây công Cẩm Châu.
Năm thứ 6 (1641), Hồng Thừa Trù đem 13 vạn quân đến cứu viện Cẩm Châu, Bác Lạc cùng A Tế Cách tấn công viện binh, đuổi theo đến Tháp Sơn, thu được quân lương ở Bút Giá sơn; lại cùng với La Lạc Hồn phục kích A Nhĩ Trai bảo, đánh bại các tướng nhà Minh là Vương Phát và Ngô Tam Quế.

### Chiến công hiển hách thời Thuận Trị
Năm Thuận Trị nguyên niên (1644), ông theo đại quân nhà Thanh nhập quan, phá tan quân của Lý Tự Thành và được tiến phong làm Đa La Bối lặc. Ông theo Đa Đạc chinh chiến ở Hà Nam, đại phá quân Đại Thuận ở Đồng Quan, và đánh hạ Tây An. Sau khi tách ra khỏi Đa Đạc, ông liên tiếp chiếm được Thường Châu, Tô Châu và Hàng Châu. Minh Lộ vương Chu Thường Phương đầu hàng ở Hàng Châu, trong khi Hoài vương Chu Thường Thanh cũng từ Thiệu Hưng đến hàng. Sau đó, ông tiếp tục đánh hạ Gia Hưng, Ngô Giang, đại phá quân Minh do Ngô Dịch cầm đầu, đánh hạ Giang Âm. Ông được thưởng hai trăm lượng vàng, năm nghìn lượng bạc và một bộ yên ngựa.
Năm thứ 2 (1645), ông suất quân tấn công Giang Âm, nhưng gặp phải sự chống trả quyết liệt của quân dân Giang Âm do Diêm Ứng Nguyên dẫn đầu. Quân Thanh bị giết và bị thương 75 ngàn người. Sau khi Bác Lạc chiếm được thành, đã hạ lệnh "đồ thành", đây là một trong những cuộc tàn sát kinh hoàng của quân Thanh ở Giang Nam sau khji nhập quan (cùng với Dương Châu thập nhật, Gia Định tam đồ)
Năm thứ 3 (1647), ông được phong làm Chinh Nam Đại tướng quân (征南大将军), suất quân đóng giữ Hàng Châu. Nam Minh Lỗ vương Chu Dĩ Hải giám quốc ở Thiệu Hưng, Minh tướng Phương Quốc An đóng quân trú thủ ở bờ phía đông của sông Tiền Đường, hai địa phương cách nhau hơn 200 dặm mà quân Minh lại không có đội thuyền. Lúc ấy, cát sông dâng cao, Cố Sơn Ngạch chân Đồ Lại đốc quân tấn công, Phương Quốc An kinh hãi bèn dẫn quân bỏ trốn, Chu Dĩ Hải cũng chạy trốn đến Đài Châu. Quân Thanh sau đó tiến vào Thiệu Hưng, tiếp tục đánh hạ Kim Hoa, Cù Châu, bình định được các địa phương của Chiết Giang. Minh Đường vương Chu Duật Kiện chiếm Phúc Kiến, Bác Lạc dẫn quân phá Tiên Hà quan, đánh hạ Phổ Thành, Kiến Ninh, Duyên Bình. Chu Duật Kiện chạy đến Đinh Châu, A Tế Cách, Ni Kham và Nỗ Sơn được lệnh suất quân truy đuổi, công phá Đinh Châu, bắt sống Chu Duật Kiện và các Phiên vương. Minh tướng Khương Chính Hi đem theo 2 vạn quân tập kích quân Thanh trong đêm, bị Bác Lạc đánh bại giết toàn bộ. Bác Lạc tiếp tục đánh bại quân Minh ở Phân Thủy quan và đánh hạ Sùng An. Nhóm người Mai Lặc Ngạch chân Trác Bố Thái tấn công Phúc Châu, chặt đầu thống đốc Dương Đình Thanh và những người khác, chiêu hàng 290 người, bao gồm cả Trịnh Chi Long và 110.000 ngựa và bộ binh. Quân đội tiếp tục tiến công và chiếm được Hưng Hóa, Chương Châu và Tuyền Châu. Tháng 11, ông lệnh Ngang Bang Chương kinh Đông Dưỡng Giáp tấn công Quảng Đông, liên tiếp đánh chiếm Triều Châu, Huệ Châu và Quảng Châu, giết chết Chu Duật Việt cùng với các Vương, Thế tử, tất cả hơn 10 người, được phong làm tổng đốc Lưỡng Quảng.
Năm thứ 4 (1647), đại quân khải hoàn trở về, ông được phong làm Đa La Quận vương (多罗郡王).
Năm thứ 5 (1648), ông được ban cho vàng và nhân khẩu theo những thu hoạch trong các cuộc chiến. Cùng với A Tế Cách đề phòng Khách Nhĩ Khách, ông tuần tra đến Đại Đồng thì đại phá quân của phản tướng Khương Tương. Nhờ công lao, ông được ban phong hiệu "Đoan Trọng" (端重), tức Đa La Đoan Trọng Quận vương (多罗端重郡王). Phong hiệu "Đoan Trọng" của Bác Lạc có Mãn văn là 「tob ujen」 hoặc 「jingji 」, nghĩa là "Đoan chính", "Quan trọng".
Năm thứ 6 (1649), tháng giêng, ông cùng với Thạc Tắc giải cứu quân Thanh ở Đại Châu đồng thời đánh hạ thành này. Tháng 3 cùng năm, thuộc tước của Khương Tương là Mã Đắc Thắng dẫn theo 5 ngàn quân tiếp cận quân Thanh từ Bắc Sơn. Bác Lạc dẫn hơn một nghìn kỵ binh tiếp chiến, cùng với Ba Nha Lạt Đạo Chương Kinh Ngao Bái ra sức chặn đánh, đại phá phản quân, giết hơn một nửa, Khương Tướng đóng cổng thành cố thủ không dám ra ngoài. Duệ Thân vương Đa Nhĩ Cổn từ Kinh sư chạy đến quân doanh, kiến nghị chiêu hàng, nhân đó, Bác Lạc được phong làm Đoan Trọng Thân vương, được phong làm Định Tây Đại tướng quân.
Sau đó đại quân di chuyển đến Phần Châu, lần lượt đánh hạ các huyện Thanh Nguyên, Giao Thành, Văn Thủy, Từ Câu, Kỳ, chiến đấu ở Bình Dương, Thao Châu và những nơi khác. Bác Lạc lại điều quân đi đánh chiếm Hiếu Nghĩa, liên tiếp giành chiến thắng ở Thọ Dương, Bình Diêu, Liêu Châu, Du Thứ. Anh Thân vương A Tế Cách, Kính Cẩn Thân vương Ni Kham và những người khác bị bao vây Đại Đồng, Tốn Thân vương Mãn Đạt Hải, Khiêm Quận vương Ngõa Khắc Đạt bình định Sóc Châu, Ninh Vũ.
Sau khi Bác Lạc bị triệu hồi về Kinh sư, ông thượng tấu rằng: Mặc dù dần dần thu phục được một số nơi ở Thái Nguyên, Bình Dương, Phần Châu nhưng vẫn còn nhiều nơi chưa chiếm được, chỉ sợ sau khi rút quân, phản tặc liền thừa cơ đánh úp chiếm giữ, thỉnh hạ chỉ cho quân ở lại phòng thủ. Thuận Trị Đế liền nghe theo kiến nghị này.
Sau khi Khương Tương bị giết, ông đã hội quân với Mãn Đạt Hải để đánh hạ Phần Châu, giành lấy các huyện Phục Lam và Vĩnh Ninh, chiến đấu ở Mạnh Thành và Lão Quân miếu, Thao Châu, quét sạch bè đảng dư thừa của Khương Tương và khải hoàn về triều.
Năm Thuận Trị thứ 7 (1650), ông cùng với Mãn Đạt Hải, Ni Kham cùng nhau xử lý sự vụ Lục bộ. Sau đó, ông bị giáng xuống làm Quận vương do một tai nạn. Sau khi Thuận Trị Đế chấp chính, tước vị Đoan Trọng Thân vương của ông đã được khôi phục. Bác Lạc lại được bổ nhiệm phụ trách chưởng quản Hộ bộ.
Năm thứ 9 (1652), giờ Tị ngày 16 tháng 3 (âm lịch), Bác Lạc qua đời, thọ 40 tuổi, được truy thụy là "Định" (定), tức Đoan Trọng Định Thân vương. Con trai ông là Tề Khắc Tân được tập tước Đoan Trọng Thân vương.
Năm thứ 16 (1659), truy luận việc lúc phân chia di sản của Đa Nhĩ Cổn và chưởng quản Hộ bộ, Thượng thư Đàm Thái lấy việc công làm việc tư, chuyên quyền nhưng Bác Lạc không ngăn cản, do đó cách tước và đoạt thụy của ông.

## Mộ phần
Năm Thuận Trị thứ 9 (1650), Bác Lạc qua đời, được truy thụy "Định". Ông được xưng là "Tam Thái vương", mộ phần nằm ở phía Tây Nam mộ phần của cha mình là Nhiêu Dư Mẫn Thân vương A Ba Thái. Viên tẩm của ông có một Thạch bài lâu, phía trong Cung môn có Hưởng điện, phía sau Hưởng điện có năm tòa Bảo đính lớn nhỏ khác nhau. Từ sau khi nhập quan, xung quanh Long Ân tự, phía Đông đến Đàm dụ, phía Nam đến Đáp Lạp dụ, phía Bắc đến Hương dụ, đều do hậu duệ của A Ba Thái "độc chiếm", dần dần xây dựng Vương gia phần ở đây.

## Gia quyến

### Thê thiếp
- Đích Phúc tấn: 
  - Đông Giai thị (佟佳氏), con gái của Tham lĩnh Lý Sơn (李山).
  - Nghĩa Thuận Công chúa (义顺公主), tên Lý Ái Thục (李愛淑), con gái của Cẩm Lâm quân Lý Khải Dận (李愷胤) - cháu 4 đời của Triều Tiên Thành Tông. Năm 1650 Đa Nhĩ Cổn phái người sang Triều Tiên cầu hồn, bà được Triều Tiên Hiếu Tông phong làm Nghĩa Thuận Công chúa (義順公主) gả cho Đa Nhĩ Cổn là Kế Phúc tấn. Sau khi Đa Nhĩ Cổn qua đời (cuối năm 1650), bà được cho là tái giá với Bác Lạc làm "Đoan Trọng Vương phi". Năm 1656, Cẩm Lâm quân Lý Khải Dận làm đặc sứ viên đến Bắc Kinh, khóc xin đưa con gái trở về Triều Tiên, Thuận Trị Đế đồng ý, phái Thái tử Thái bảo Cáp Thế Truân hộ tống Công chúa về nước. Công chúa mất năm 1662.
- Trắc Phúc tấn: Bác Nhĩ Tế Cát Đặc thị (博尔济吉特氏), con gái của Sách Ni Đặc Quận vương Đằng Cơ Tư (腾机思).
- Thứ Phúc tấn: 
  - Bác Nhĩ Tế Cát Đặc thị (博尔济吉特氏), con gái của Nam Ai Tể (男哀济).
  - Qua Nhĩ Giai thị (瓜尔佳氏), con gái của Phỉ Tân (蜚新).
- Thiếp: Ngô thị (吴氏), con gái của Ngô Đại (吴大).

### Con trai
1. Cát Phổ Thế Hiền (噶普世贤, 1632 - 1634), mẹ là Đích Phúc tấn Đông Giai thị. Chết yểu.
2. Khố Lộc Khắc (库禄克, 1635 - 1649), mẹ là Đích Phúc tấn Đông Giai thị. Đích thê là Bác Nhĩ Tế Cát Đặc thị, con gái của Bối lặc Xước Nhĩ Tế, em gái của Đích Phúc tấn của Tế Độ, Hiếu Huệ Chương Hoàng hậu, Thục Huệ phi. Đích thê của Xước Nhĩ Tế là con gái của A Ba Thái, tức chị em gái của Bác Lạc. Vô tự.
3. Căn Tề Ngân (根齐痕, 1643 - 1646), mẹ là Đích Phúc tấn Đông Giai thị. Chết yểu.
4. Tháp Nhĩ Nạp (塔尔纳, 1643 - 1657), mẹ là Trắc Phúc tấn Bác Nhĩ Tế Cát Đặc thị. Tháng giêng năm 1657 được phong làm Đa La Quận vương, 2 tháng sau thì qua đời, được truy thụy "Mẫn Tư" (敏思), tức Mẫn Tư Quận vương. Sau bị liên lụy mà cách tước. Đích thê là Bác Nhĩ Tế Cát Đặc thị, con gái của Thai cát Sách Nạp Mộc. Vô tự.
5. Hòa Đồ Khẩn (和图恳, 1644 - 1647), mẹ là Đích Phúc tấn Đông Giai thị. Chết yểu.
6. Đặc Tô (特蘇, 1647 - 1653), mẹ là Thứ Phúc tấn Qua Nhĩ Giai thị. Chết yểu.
7. Lang Trụ (郎柱, 1650 - 1656), mẹ là Thứ Phúc tấn Bác Nhĩ Tế Cát Đặc thị. Chết yểu.
8. Tề Khắc Tân (齊克新, 1650 - 1661), mẹ là Đích Phúc tấn Đông Giai thị. Năm 1652 tập tước Đoan Trọng Thân vương. Năm 1659 vì bị liên lụy mà hàng tước xuống Bối lặc. Sau khi qua đời được truy thụy "Hoài Tư" (怀思), tức Hoài Tư Bối lặc.
9. Mãnh Khố (猛库, 1652 - 1655), mẹ là thiếp Ngô thị. Chết yểu.